# El secreto de Vera Drake
Vera Drake (El secreto de Vera Drake en Hispanoamérica y España) es una película británica de 2004 dirigida y escrita por el realizador Mike Leigh, y protagonizada por Imelda Staunton. A través de su personaje principal, Vera Drake, la película relata la temática de la realización de abortos clandestinos por medio de una bondadosa mujer, de profesión humilde, que vive con su marido y sus hijos ya mayores en el Londres de los años 1950.
La película recibió el León de Oro en el Festival de Cine de Venecia y la Copa Volpi a la Mejor actriz para Imelda Staunton.

## Argumento
Vera Drake es una mujer londinense dedicada a su familia, cuida de su marido y de sus dos hijos ya mayores, de su anciana madre y de un vecino enfermo. Su tímida hija, Ethel, trabaja en una fábrica de bombillas, y su hijo, Sid, es un sastre. Su marido, Stanley, es un mecánico de automóviles. A pesar de que Vera y su familia son de condición económica pobre, sus fuertes lazos familiares los mantienen unidos, viéndose pequeños actos de bondad de Vera a las muchas personas que encuentra a lo largo de su día. Vera trabaja limpiando casas. Sin embargo, y a espaldas de su familia, también sirve como abortista clandestina. Ella no recibe ningún dinero o compensación por esto, creyendo que su ayuda pasa a ser un simple gesto de bondad. Sin embargo, su compañera de trabajo Lily, que también comercia en el mercado negro con productos escasos en la posguerra, cobra dos guineas (dos libras y dos chelines) por organizar las operaciones, sin que Vera lo sepa. Después de que una de sus pacientes estuviera a punto de morir tras su intervención, Vera es detenida por la policía y es puesta bajo custodia para ser interrogada.
La película también contiene una subtrama sobre una joven mujer de clase alta, Susan, la hija de uno de los empresarios de Vera. Tras ser violada por uno de sus pretendientes, Susan se queda embarazada y le solicita a un amigo que la ponga en contacto con un médico, a través del cual planea practicarse un aborto aduciendo motivos terapéuticos: que tiene antecedentes familiares de enfermedad mental y que hay riesgo de que se suicide si no se le permite.

## Reparto
- Imelda Staunton como Vera Drake.
- Richard Graham como George.
- Eddie Marsan como Reg.
- Anna Keaveney como Nellie.
- Sally Hawkins como Susan.
- Alex Kelly como Ethel Drake.
- Daniel Mays como Sid Drake.
- Phil Davis como Stanley Drake.
- Sam Troughton como David.
- Ruth Sheen como Lily.
- Adrian Scarborough como Frank.
- Lesley Manville como Sra. Wells
- Marion Bailey como Sra. Fowler
- Lesley Sharp como Jessie Barnes.
- Peter Wight como Det. Inspector Webster
- Martin Savage como Det. Sergeant Vickers
- Leo Bill como Ronny.
- Jim Broadbent como Juez.

## Recepción de la crítica
La película posee un 92% de aprobación en el sitio Rotten Tomatoes, basada en 155 comentarios. Mientras que en Metacritic su aceptación llega al 83% sobre 40 comentarios.
Considerándola una de las mejores películas del año, Roger Ebert del Chicago Sun Times expresó: "La fuerza de la película de Leigh no radica en que sea una película con un mensaje, sino que es un retrato profundo y verdadero de las vidas que nos presenta".
Peter Travers de Rolling Stone también elogió al filme diciendo: "Usando el rostro de Imelda Staunton como su lienzo, la artesanía de Leigh se transforma en una película movilizadora de gran alcance que resulta imperdible e inolvidable".

## Premios
Premios Oscar
| Año  | Categoría            | Persona         | Resultado |
| ---- | -------------------- | --------------- | --------- |
| 2004 | Mejor Dirección      | Mike Leigh      | Candidato |
| 2004 | Mejor Actriz         | Imelda Staunton | Candidata |
| 2004 | Mejor Guion Original | Mike Leigh      | Candidato |

Globos de Oro
| Año  | Categoría            | Persona         | Resultado |
| ---- | -------------------- | --------------- | --------- |
| 2004 | Mejor Actriz - Drama | Imelda Staunton | Candidata |

Premios del Sindicato de Actores
| Año  | Categoría    | Persona         | Resultado |
| ---- | ------------ | --------------- | --------- |
| 2004 | Mejor Actriz | Imelda Staunton | Candidata |

Festival de Cine de Venecia
| Año  | Categoría                       | Persona         | Resultado |
| ---- | ------------------------------- | --------------- | --------- |
| 2004 | León de Oro a la mejor película | Mike Leigh      | Ganador   |
| 2004 | Copa Volpi a la Mejor Actriz    | Imelda Staunton | Ganadora  |